# Авраменкове
Авра́менкове — село в Україні, Сумській області, Роменському районі. Населення становить 148 осіб. Входить до складу Роменської міської громади. До 2020 орган місцевого самоврядування — Рогинська сільська рада.

## Географія
Село знаходиться біля витоків річки Хмелівка — нижче за течією (1,5 км) нежиле село Касянове (зняте з обліку 2008 року). Річка в районі села Авраменкове пересихає, розпадаючись на кілька ставків.

### Клімат
| Клімат Авраменкового      | Клімат Авраменкового | Клімат Авраменкового | Клімат Авраменкового | Клімат Авраменкового | Клімат Авраменкового | Клімат Авраменкового | Клімат Авраменкового | Клімат Авраменкового | Клімат Авраменкового | Клімат Авраменкового | Клімат Авраменкового | Клімат Авраменкового | Клімат Авраменкового |
| Показник                  | Січ.                 | Лют.                 | Бер.                 | Квіт.                | Трав.                | Черв.                | Лип.                 | Серп.                | Вер.                 | Жовт.                | Лист.                | Груд.                | Рік                  |
| Середній максимум, °C     | −3,3                 | −2,5                 | 2,6                  | 12,9                 | 20,5                 | 23,6                 | 25,0                 | 24,4                 | 19,1                 | 11,7                 | 3,8                  | −0,4                 | 11                   |
| Середня температура, °C   | −6,6                 | −5,8                 | −0,9                 | 8,2                  | 14,9                 | 18,1                 | 19,6                 | 18,7                 | 13,7                 | 7,4                  | 1,0                  | −3,2                 | 7                    |
| Середній мінімум, °C      | −9,8                 | −9,1                 | −4,4                 | 3,5                  | 9,4                  | 12,7                 | 14,2                 | 13,1                 | 8,3                  | 3,1                  | −1,8                 | −6                   | 2                    |
| Норма опадів, мм          | 46                   | 38                   | 40                   | 43                   | 47                   | 67                   | 81                   | 63                   | 46                   | 39                   | 49                   | 56                   | 615                  |
| ------------------------- | -------------------- | -------------------- | -------------------- | -------------------- | -------------------- | -------------------- | -------------------- | -------------------- | -------------------- | -------------------- | -------------------- | -------------------- | -------------------- |
| Джерело: climate-data.org |                      |                      |                      |                      |                      |                      |                      |                      |                      |                      |                      |                      |                      |

## Історія

### Голодомор
Збереглися свідчення про жителів села - Гирича Івана Калиновича та його дружини - рятівників від Голодомору 1932-1933 років. Подружжя врятувало від голодної смерті Катерину Картаву (1922 р. н.), яка після смерті матері залишилась сиротою. Сім'я Гиричів прийняла сироту, яка прийшла з сусіднього села, ділилися з нею їжею.
Про масштаб трагедії чи жертв Голодомору в самому ж селі відомостей не збереглося.
12 червня 2020 року, відповідно до розпорядження Кабінету Міністрів України № 723-р «Про визначення адміністративних центрів та затвердження територій територіальних громад Сумської області», село увійшло до складу Роменської міської громади.
19 липня 2020 року, в результаті адміністративно-територіальної реформи та ліквідації Роменського району(1930—2020), увійшло до складу новоутвореного Роменського району.